# Archidiocèse de Singapour
L'archidiocèse de Singapour (en latin : archidioecesis Singaporensis ; en anglais : archdiocese of Singapore) est une Église particulière de l'Église catholique dont le siège spirituel est situé dans la cathédrale du Bon-Pasteur (en anglais : Cathedral of the Good Shepherd).
En tant qu'Église particulière, l'archidiocèse est sous la juridiction directe du Saint-Siège.

## Historique
L'église catholique à Singapour est initialement sous la juridiction du diocèse de Malacca, créé le 4 février 1558 qui dépend de l'archidiocèse de Goa. Le diocèse de Malacca fut ensuite rattaché au vicariat apostolique d'Ava et Pégou en 1838 puis à celui du Siam en 1840 dont le nom fut modifié par la suite en vicariat apostolique du Siam occidental puis de la péninsule Malaise et enfin de Malacca-Singapour.
En 1888, l'église revient dans le giron du diocèse de Malacca qui est élevé au rang d'archidiocèse en 1953. En 1972, celui-ci est divisé en deux entités que sont le diocèse de Malacca-Johor et l'archidiocèse de Singapour dont le premier archevêque fut Mgr Michel Olçomendy (M.E.P.) de 1972 à 1976.

## Source
- (en) Cet article est partiellement ou en totalité issu de l’article de Wikipédia en anglais intitulé « Roman Catholic Archdiocese of Singapore » (voir la liste des auteurs).